# Litigio de límites entre Ceará y Piauí
La cuestión de límites entre Ceará y Piauí cuenta con una superficie de unos veinticinco kilómetros cuadrados (2.500 hectáreas), ubicada en la Sierra de Ibiapaba, los límites entre los estados brasileños de Ceará y Piauí.

## El litígio

### Antecedentes
El caso deriva del gobierno colonial de Manuel Ignacio de Sampaio e Pina Freire, Ceará, cuando el ingeniero Paulet Silva presentó un mapa de la provincia que muestra el límite occidental de la costa hasta la desembocadura del río Igaraçu. Por lo tanto, la ubicación de amarre, actual ciudad de Luís Correia Piauiense sería parte del territorio de Ceará. 
Durante el siglo XIX el local se hizo cargo de la vecina ciudad de Ceará, Granja, hasta que en 1874 los legisladores estatales decidieron levantar el asentamiento de un pueblo. Tal actitud llamó la atención de los políticos que reclamaban el territorio de Piauí. La solución al impasse se produjo con el Decreto General N ° 3012 de 22 de noviembre de 1880, indicando que habría un "cambio" en el que Piauí restauraría toda su costa y los municipios de Ceará incorporan Crateús y Independência.
Desde ese momento, por lo tanto, que los límites entre Ceará y Piauí persisten varios puntos con las incertidumbres de los límites, y ambas unidades de la federación aún están compitiendo por el control de tales sitios. De acuerdo con el estado (PMDB-CE) Congresista Nunes Neto, la incertidumbre se mantiene porque "Piauí quieren un pedazo de las colinas, fértiles, buen clima, con hoteles, una región turística del Estado", mientras que la sería cambiada por una parte de sertão.

### Propuesta pendiente de resolución
Después de la Constitución de 1988 se propuso en 1991 que habría de resolver la cuestión de la disputa fronteriza entre los estados, pero solo en 2008 un acuerdo sobre el tema con la obtención de Piauí y Ceará 1.500 hectáreas se presentó con 1.000. En octubre de 2011, sin embargo, el diálogo entre los dos estados fue sacudida por la decisión del gobierno para entrar en Piauí una acción civil ordinaria en el Supremo Tribunal Federal (STF), reclamando un área total de 2.821 kilómetros cuadrados que hoy pertenece a Ceará.
Si el Tribunal Supremo aceptó la petición del gobierno de Piauí, Ceará perdería el 66% de la ciudad Poranga, el 32% de Croata, el 21% de Guaraciaba del Norte, el 18% de Carnforth, 8% Crateús, más el 7% de Ipaporanga.

### Las poblaciones involucradas
La población de la zona en disputa estaba siendo satisfecha por los servicios ofrecidos por el gobierno de Ceará, como puestos de salud y escuelas. Según el procurador general adjunto de Piauí, João Batista de Freitas Júnior, el gobierno de Ceará actúa erráticamente para promover mejoras en la zona, ya que esto no es parte de ninguno de los estados.
Debido al impasse, gran parte de las comunidades locales carecen de servicios como el cuidado de la salud y seguridad pública. seguridad De acuerdo con un artículo publicado por el periódico Diario do Nordeste, los residentes de Cocal dos Alves suben Viçosa do Ceará con el fin de obtener atención médica de salud ubicado en Ceará. Según Sérgio Fonteles, Secretario de Infraestructura Viçosa, "la determinación del alcalde Pedro da Silva Brito es servir a todos, sin importar el estado, pero la responsabilidad está con nosotros y con el bono Piauí.
Según él, hay cerca de un centenar de familias que se encuentran en esta situación.